# ファクンド・イサ
ファクンド・イサ（Facundo Isa、1993年9月21日 - ）は、トップ14RCトゥーロンに所属するラグビー選手。

## プロフィール
- アルゼンチン、サンティアゴ・デル・エステロ出身。
- ポジションはフランカー(FL)。
- 身長 188cm、体重 103kg
- アルゼンチン代表キャップは30(2021年1月現在）でラグビーワールドカップ2015のアルゼンチン代表に選ばれた[1]。
- バーバリアンズに選ばれたことがある[2]。

## 略歴
RCトゥーロン、パンパス、ハグアレス、リヨンOUを経て、2017年、RCトゥーロンに復帰。 